# Клейтон Дональдсон
Клейтон Дональдсон (англ. Clayton Donaldson; нар. 7 лютого 1984, Бредфорд) — ямайський футболіст, нападник клубу «Шеффілд Юнайтед».
Виступав, зокрема, за клуби «Брентфорд» і «Бірмінгем Сіті», а також національну збірну Ямайки.

## Клубна кар'єра
Народився 7 лютого 1984 року в місті Бредфорд. Вихованець юнацьких команд футбольних клубів «Бредфорд Сіті» та «Галл Сіті».
У дорослому футболі дебютував 2002 року виступами за команду клубу «Геррогейт Таун», в якій провів один сезон, взявши участь лише у 6 матчах чемпіонату.
Згодом з 2003 по 2004 роки знаходячись на контракті в клубі «Галл Сіті» виступав за клуби «Скарборо» та «Галіфакс Таун» перебуваючи там на правах оренди.
з 2005 по 2011 захищав кольори «Йорк Сіті», «Гіберніан» та «Кру Александра».
Своєю грою за останню команду привернув увагу представників тренерського штабу клубу «Брентфорд», до складу якого приєднався 2011 року. Відіграв за клуб з Лондона наступні три сезони своєї ігрової кар'єри. Більшість часу, проведеного у складі «Брентфорда», був основним гравцем атакувальної ланки команди. У складі «Брентфорда» був одним з головних бомбардирів команди, маючи середню результативність на рівні 0,34 голу за гру першості.
До складу клубу «Бірмінгем Сіті» приєднався 2014 року. Відтоді встиг відіграти за команду з Бірмінгема 113 матчів в національному чемпіонаті.
З 2017 захищає кольори команди «Шеффілд Юнайтед».

## Виступи за збірну
2015 року дебютував в офіційних матчах у складі національної збірної Ямайки. Наразі провів у формі головної команди країни 8 матчів, забивши 2 голи.
У складі збірної був учасником розіграшу Кубка Америки 2016 року у США.
| Дата       | Місто                 | Господарі  | Результат | Гості      | Турнір                       | Голи | Примітки |
| ---------- | --------------------- | ---------- | --------- | ---------- | ---------------------------- | ---- | -------- |
| 14-11-2015 | Кінгстон (Ямайка)     | Ямайка     | 0 – 2     | Панама     | Відбір до ЧС 2018            | -    | 62'      |
| 18-11-2015 | Порт-о-Пренс          | Гаїті      | 0 – 1     | Ямайка     | Відбір до ЧС 2018            | 1    | 90'      |
| 26-03-2016 | Кінгстон (Ямайка)     | Ямайка     | 1 – 1     | Коста-Рика | Відбір до ЧС 2018            | -    | 85'      |
| 30-03-2016 | Сан-Хосе (Коста-Рика) | Коста-Рика | 3 – 0     | Ямайка     | Відбір до ЧС 2018            | -    |          |
| 28-05-2016 | Він'я-дель-Мар        | Чилі       | 1 – 2     | Ямайка     | товариський матч             | 1    | 64'      |
| 05-06-2016 | Чикаго                | Ямайка     | 0 – 1     | Венесуела  | Копа Америка 2016 - 1-й етап | -    |          |
| 09-06-2016 | Пасадена              | Мексика    | 2 – 0     | Ямайка     | Копа Америка 2016 - 1-й етап | -    |          |
| 13-06-2016 | Пасадена              | Уругвай    | 3 – 0     | Ямайка     | Копа Америка 2016 - 1-й етап | -    |          |
| 03-09-2016 | Панама                | Панама     | 2 – 0     | Ямайка     | Відбір до ЧС 2018            | -    |          |
| 07-09-2016 | Кінгстон (Ямайка)     | Ямайка     | 0 – 2     | Гаїті      | Відбір до ЧС 2018            | -    | 74'      |
| Усього     |                       | Матчів     | 10        |            | Голів                        | 2    |          |